# Slottet i Vincennes

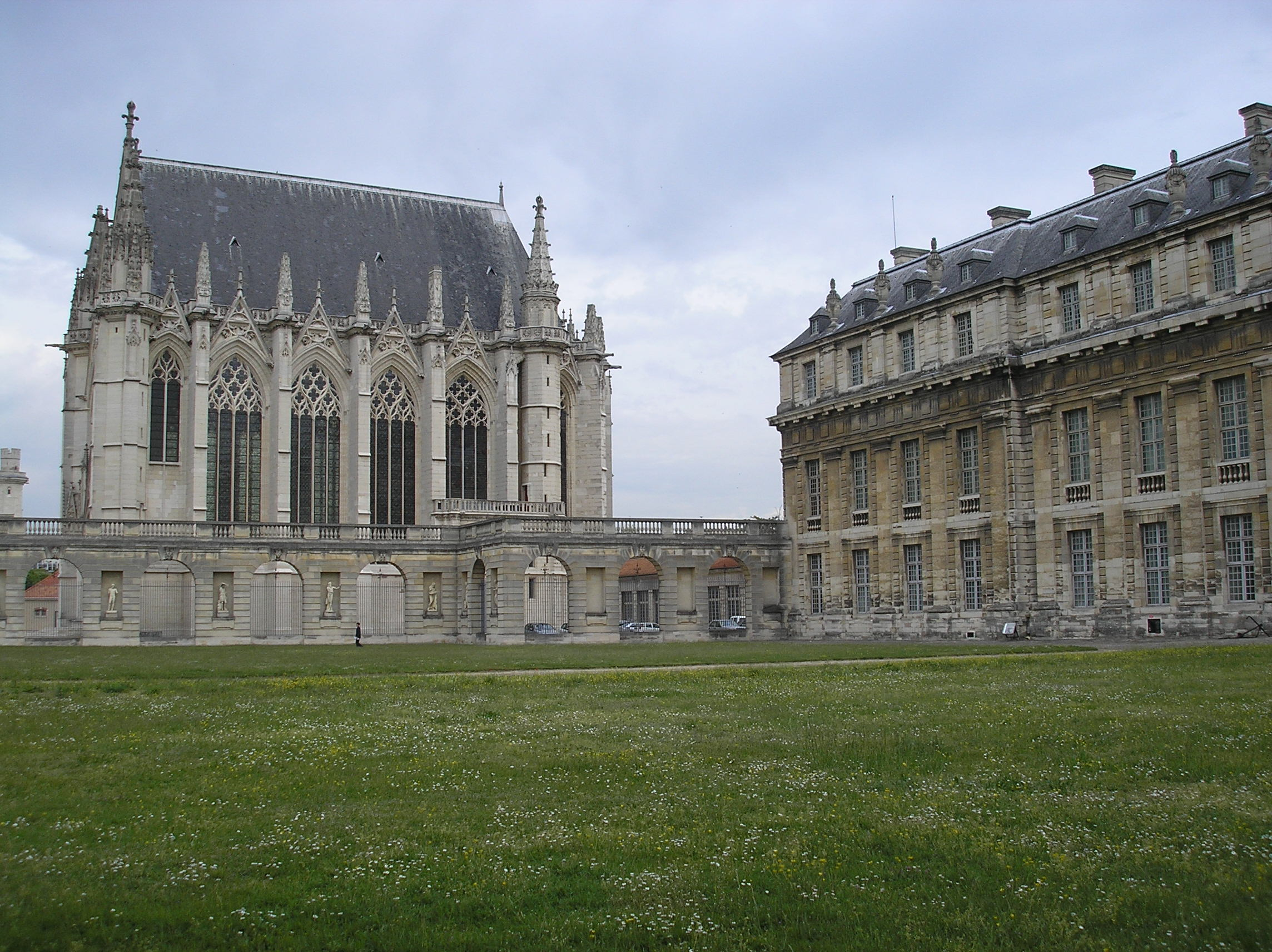
Kapellet vid slottet i Vincennes 2005.

Slottet i Vincennes (franska Château de Vincennes) är ett kungligt medeltida slott i förorten Vincennes, öster om Paris. Det användes som kungligt residens vid sidan av slottet i Paris från 1300-talet fram till 1600-talet, då det befästa slottet betraktades som föråldrat. 

## Historik
Liksom många andra slott har det sitt ursprung i jaktmarker som användes av Ludvig VII omkring 1150 i Vincennesskogen. På 1200-talet byggde Philip II August och Ludvig IX ett mer ståtligt gods. Ludvig IX sägs ha lämnat slottet då han begav sig iväg på det åttonde korståget som han aldrig återvände från. För att befästa platsen byggde Filip VI ett 52 meter högt fängelsetorn, det största medeltida fästningskonstruktionen i Europa, ett arbete som startade omkring 1337. Den stora rektangulära muren som omger slottet och som är mer än en kilometer i omkrets (330 x 175 meter), med sex torn och tre 42 meter höga portar, färdigställdes av Valoiserna omkring 1410.
Vincennes var mer än en militär fästning. Filip III (1274) och Filip IV (1322) gifte sig på slottet och tre 1300-talskungar föddes på Vincennes: Ludvig X (1316), Filip V (1322) och Karl IV (1328).

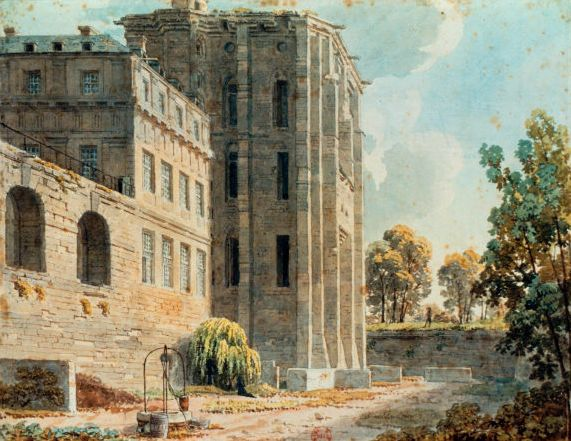
Slottstornet Tour de La Reine från en torrlagd vallgrav, med en tårpil som markerar platsen där hertigen av Enghien avrättades. Akvarell omkring 1820 (Bibliothèque nationale, Paris)

På slottet i Vincennes fanns tillfälligt reliken av Kristi törnekrona medan Sainte-Chapelle byggdes färdigt. Ett stycke som blev kvar av den fick ett eget kapell på Vincennes. Henrik IV tillbringade sin vistelse på slottet fängslad under Hugenottkrigen.
På 1600-talet lät Ludvig XIV, med hjälp av arkitekten Louis Le Vau, bygga ett par likadana isolerade områden på båda sidor om en trädgård (parterre) i ena ändan av borgen, för Anna av Österrike och Jules Mazarin. Renoveringen fullföljdes dock inte på grund av att slottet i Versailles drog till sig det mesta av uppmärksamheten. En del vackra lägenheter visar den tidiga fasen av Ludvig XIV:s stil innan han visade upp Vaux-le-Vicomte som en vackrare byggnad. Hans finansminister, Nicolas Fouquet, som lät bygga Vaux-le-Vicomte blev förflyttad till det betydligt sämre utrustade Vincennes.
När slottet övergavs på 1700-talet fungerade den först som Vincennes porslinfabrik, föregångaren till Sèvres porslin. Därefter blev det ett statsfängelse där bland andra Markis de Sade, Denis Diderot och Honoré Mirabeau satt fängslade och 1796 blev det en vapenfabrik som drevs av slottets ägare som var de tidiga delarna av den franska armén.
Avrättningen av hertigen av Enghien ägde rum på slottet 1804 och under den nazistiska ockupationen mördades 30 tillfångatagna den 20 augusti 1944.
Parken utformades i engelsk stil på 1800-talet. 1860 gjorde Napoleon III, som hade anlitat Viollet-le-Duc för att renovera borgen och kapellet, Vincennesskogen till en offentlig park.